# 基安恰诺泰尔梅
基安恰诺泰尔梅（義大利語：Chianciano Terme）是意大利中部托斯卡纳大区锡耶纳省的一个市镇，位于佛罗伦萨东南方90公里，锡耶纳东南方50公里。
基安恰诺泰尔梅与周边的丘西、蒙特普尔恰诺、皮恩扎等市镇毗邻。
基安恰诺泰尔梅的历史可以追溯到公元前5世纪。今天，该镇分为截然不同的两个区域：旧区（Chianciano Vecchia）位于一座小山顶上，主入口 Rivellini门是一座雅致的文艺复兴建筑。新区（Terme）以温泉为核心向北呈月牙形延伸，是意大利最好的休养地，有众多的旅馆。